# Mio (Name)
Mio ist ein männlich und weiblich verwendeter Vorname. 

## Herkunft und Bedeutung
Der weibliche Name Mio (mi.o̞) ist japanischer Herkunft. Er setzt sich aus den Elementen 美 mi „schön“, „wunderschön“ und 桜 o „Kirschblüte“ 緒 o „Faden“ zusammen.
Als männlicher Name kommen verschiedene Herleitungen in Frage:
- Von Astrid Lindgren in ihrem Kinderbuch „Mio, mein Mio“ (1954, deutsch 1956) erfundener Name, für den sie keine Bedeutung angibt. Eine Verbindung zum italienischen Wort mio „mein“ ist unwahrscheinlich
- Kroatische Koseform von Namen beginnend mit Mio- „lieb“
- männliche Form von Mia